# Bão xoáy bom ở vùng biển ven bờ Tây Hoa Kỳ, cuối tháng 10 (2021)
Bão xoáy bom ở vùng biển ven bờ Tây Hoa Kỳ, cuối tháng 10 (2021) là một cơn bão mạnh đã tấn công khu vực Tây Bắc Hoa Kỳ ven biển Thái Bình Dương, là cơn bão (dạng xoáy thuận ngoài nhiệt đới) thứ 2 của mùa bão mùa đông Bắc Mỹ 2021-22, và cũng là cơn bão thứ 2 trong tháng 10 đã đổ bộ vào nước Mỹ.

## Lịch sử khí tượng
Vào ngày 19 tháng 10, một vùng áp thấp ngoài nhiệt đới đã hình thành trên Biển Nhật Bản. Trong vài ngày tiếp theo, hệ thống nhanh chóng di chuyển về phía đông qua vùng phía nam của quần đảo Aleut, tiến vào vùng Đông Bắc Thái Bình Dương vào ngày 23 tháng 10. Ngay sau đó, vùng áp thấp này bắt đầu mạnh lên nhanh chóng thành xoáy thuận ngoài nhiệt đới, và gia tăng cường độ, với áp suất ở tâm bão giảm 21 milibar (0,62 inHg) chỉ trong 12 giờ vào ngày 24 tháng 10, từ 964 milibar (28,5 inHg) xuống 943 milibar (27,8 inHg).
Cuối ngày hôm đó, lúc 18:00 UTC, cơn bão đạt cường độ cực đại ngoài khơi bờ biển Đông Bắc Thái Bình Dương, với áp suất trung tâm tối thiểu là 942 milibar (27,8 inHg), khiến nó trở thành cơn bão mạnh nhất được ghi nhận tấn công vùng Tây Bắc nước Mỹ. Áp suất trung tâm của cơn bão đã giảm 46 milibar (1,4 inHg) trong khoảng thời gian 24 giờ, từ 988 milibar (29,2 inHg) xuống 942 milibar (27,8 inHg) do vậy, đây là cơn bão mạnh lên nhanh nhất trong lịch sử khí tượng. Sau đó, cơn bão dần dần suy yếu khi di chuyển từ về phía bờ biển British Columbia. Vào rạng sáng ngày 26 tháng 10, cơn bão đã đổ bộ vào British Columbia và nhanh chóng suy yếu, trở thành áp thấp ngoài nhiệt đới. Cuối ngày 26 tháng 10, bão tan. Tàn dư của nó bị hút vào một cơn bão ngoài nhiệt đới khác mạnh hơn. Cơn bão mới này cũng nhanh chóng gia tăng cường độ, di chuyển về phía Đông và tấn công miền Đông Hoa Kỳ vào cuối tuần Halloween.

## Ảnh hưởng
Bão gây ra những đợt gió giật rất mạnh khi đổ bộ vùng bờ Tây Hoa Kỳ, khiến nhiều nhà cửa ở đây bị tốc mái, cây cối gãy đổ và gây mất điện diện rộng trong nhiều ngày. Bão đã gây ra những trận mưa rất lớn, đặc biệt là ở California, lên đến 421 mm. Lũ lụt cuốn trôi nhiều nhà cửa, hoa màu, đường phố ngập trong biển nước. Bão còn gây ra tuyết rơi ở một số khu vực và dày nhất ở Nevada, với lượng tuyết lên đến 42 inch. Ít nhất 2 người đã thiệt mạng và nhiều người khác bị thương trong các trận lở đất ở những nơi có nhiều đồi núi. Tổng thiệt hại lên tới trên 400 triệu USD.